# Anna Michailowna Jewreinowa

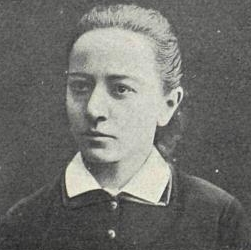
Anna Michailowna Jewreinowa

Anna Michailowna Jewreinowa (russisch Анна Михайловна Евреинова; * 1844 in St. Petersburg; † 1919) war eine russische Juristin, Publizistin und Feministin. Sie gilt als die erste Frau, die in Deutschland als Gasthörerin im Studium der Rechtswissenschaft zugelassen war und als erste Frau, die in den Rechtswissenschaften in Deutschland und Russland zur Promotion zugelassen wurde.

## Leben
Anna Jewreinowa besuchte die Schule in Sankt Petersburg am Patriotischen Institut, das Mädchen vor allem auf die Ehe vorbereitete, und im Anschluss ein Mädchenpensionat. Schon in jungen Jahren hatte sie Kontakt zur Nihilistischen Bewegung, einer intellektuellen Jugendbewegung der 1860er Jahre, die sich für die Frauenrechte und die Befreiung des Volkes engagierte. Anna Jewreinowa entwickelte ein Interesse an den Rechtswissenschaften und studierte nachts gegen den Willen ihres Vaters, der sie gut zu verheiraten suchte, klassische Sprachen.
Jewreinowas Vater, Ingenieur-Generalleutnant Michail Grigorjewitsch Jewreinow, Kommandant von Peterhof, wollte seine Tochter gegen ihren Willen verheiraten, weshalb sie an Selbstmord dachte. Nach einem Brief der Mathematikerin Sofja Wassiljewna Kowalewskaja aus Heidelberg, die sich durch eine fiktive Heirat von ihrer Familie befreit hatte, beschloss Jewreinowa, im Jahr 1869 heimlich das Land zu verlassen. Da ihr Vater ihr einen Pass verweigerte, überquerte sie die Grenze in den Sümpfen zu Fuß in leichten Ballschuhen. Der wütende Vater zeigte dies der III. Abteilung der Kaiserlichen Kanzlei (Geheimpolizei) an, was großes öffentliches Aufsehen erregte. Sie erreichte Heidelberg und den Kreis um Kowalewskaja. An der Universität Heidelberg schrieb sie sich als Gasthörerin der Rechtswissenschaft ein. Nach drei Semestern wechselte sie an die Universität Leipzig. Ihre Mutter reiste ihr nach Heidelberg nach und folgte ihr auch nach Leipzig, sodass Jewreinowas Studium nun finanzielle Unterstützung durch den Vater fand.
Sie beantragte im Jahr 1872 beim Akademischen Senat der Universität Leipzig ihre Zulassung zur Promotion als Externe, über die jedoch nicht entschieden wurde. Als Johann, König von Sachsen, mit dem Justizminister eine juristische Vorlesung besuchte, fiel ihm die einzige Frau in der Hörerschaft auf. Sie trug ihm ihren Promotionswunsch vor, und er legte für sie beim Senat Fürsprache ein. Als erste Frau in Deutschland und Russland wurde sie 1873 an der Universität Leipzig mit der Dissertation über die Pflichten der neutralen gegenüber den Kriegsparteien zum Doktor der Rechte promoviert. Da eine Tätigkeit als Rechtsanwältin für eine Frau zu dieser Zeit nicht möglich war, untersuchte sie das traditionelle Rechtssystem der Südslawen und besuchte zu Forschungszwecken römisch-katholische Klöster an der Adriaküste, insbesondere in Kroatien und Dalmatien. Wiederholt trat sie mit Berichten in der Moskauer und der St. Petersburger Juristischen Gesellschaft hervor. Auch veröffentlichte sie Artikel im St. Petersburger Journal für bürgerliches Recht und Strafrecht und im feministischen Magazin Frauenfreund.
Mitte oder Ende der 1870er Jahre kehrte Jewreinowa nach Russland zurück und unterstützte die Gründung der dortigen Union für die Gleichberechtigung von Frauen. Sie befasste sich mit dem Erbrecht von Frauen und mit den Rechtsstrukturen landwirtschaftlicher Genossenschaften. Zu diesem Zweck studierte sie das Leben in einem Bauerndorf im Gouvernement Poschechonskij Ujesd Jaroslawskaja. 1880 veröffentlichte sie das Ergebnis ihrer Untersuchung in der Studie Zur Frage des Rechts auf Erwerb von Grundstücken durch Dorfgemeinschaften als Gemeineigentum. 1884 verfasste sie ein Traktat über die Gleichstellung von Frauen in Erbschaftsangelegenheiten. 
korrespondierte mit Anton Tschechow und vielen anderen Schriftstellern. 1885 wurde sie die Redakteurin der von Antonina Sabaschnikowa, verh. Jewreinowa, neu gegründeten Zeitschrift für Literatur, Politik und Gesellschaft Sewerny Westnik, die sie fünf Jahre lang herausgab und redigierte, bis Sabaschnikowa 1890 die Zeitung verkaufen musste. Danach widmete sie sich verstärkt ihrer Tätigkeit für die Frauenbewegung und wurde zu Vorträgen nach England, Frankreich, Italien und sogar in die USA eingeladen. 1903 wandte sie sich an die Bestuschew-Kurse, einer höheren Lehranstalt für Frauen, sich bei den Juristischen Fakultäten für die Öffnung des Studiums für Frauen einzusetzen, später engagierte sie sich mit Unterstützung weiterer Mitstreiterinnen und von Mitgliedern der Duma für die Zulassung von Frauen zum Anwaltsberuf.
Jewreinowa hatte eine langjährige Beziehung mit der Autorin Maria Fjodorowna, so dass Jewreinowa als historische Wegbereiterin gleichgeschlechtlicher Lebensgemeinschaften von der LGBT-Bewegung wahrgenommen wird.
Das genaue Sterbedatum von Anna Michailowna Jewreinowa wird in Quellen unterschiedlich angegeben, es findet sich in der Literatur sowohl 1917 als auch 1919. Ihr Sterbeort ist nicht bekannt.

## Publikationen
- Zur Frage des Rechts auf Erwerb von Grundstücken durch Dorfgemeinschaften als Gemeineigentum. 1880.